# رسا چاسل
رُسا چاسل (اسپانیایی: Rosa Chacel‎؛ ۳ ژوئن ۱۸۹۸ – ۲۷ ژوئیه ۱۹۹۴) یک نویسنده، مترجم و شاعر مشهور اهل اسپانیا بود.
او یکی از اعضاءِ جنبشِ ادبی اسپانیا موسوم به «نسل ۲۷» بود.

## زندگی‌نامه
رُسا در آغاز، برای یادگیریِ رشتهٔ نقاشی به «مدرسهٔ هنر و صنایع دستی» در مادرید فرستاده شد، اما کمی بعد به همراه معلمش به «مدرسه خانگی و حرفه‌ای دختران» در مادرید رفت و در همین‌جا بود که پایه‌های نخستین افکارِ فمینیستی در ذهن او گذاشته شد. در سال ۱۹۱۵ میلادی، وی به «آکادمی سلطنتی هنرهای زیبا در سان فرناندو» پیوست تا مجسمه‌سازی بیاموزد، اما کمی بعد علاقه‌اش را به این رشتهٔ هنری از دست داد و در سال ۱۹۱۸ میلادی، آنجا را ترک کرد.
با آغاز جنگ‌های داخلی اسپانیا، همسرش به نیروهای جمهوری‌خواه و خودش به گروه پرستاران پیوست. این جنگ باعث شد تا او و پسر خردسالش به شهرهای گوناگونی چون بارسلون، والنسیا و پاریس نقلِ مکان کنند. همسرش مأمور شده بود تا از آثار «موزه دل پرادو» حفاظت کند و به‌همین دلیل، مجبور بود در مادرید بماند. با پایان جنگ، این خانواده بار دیگر گِرد هم آمدند و به برزیل رفتند و مدتی را نیز در بوئنوس آیرس گذراندند.
در سال ۱۹۵۹ میلادی، رُسا موفق به دریافتِ کمک‌هزینه گوگنهایم شد و به نیویورک سفر کرد و تا سال ۱۹۶۱ در آنجا ماند.
پس از این دوره، او تا سالیان متمادی بین مادرید و ریو دو ژانیرو در سفر بود که البته قسمت اعظم آن را در ریو دو ژانیرو گذراند؛ تا آنکه با مرگ همسرش در سال ۱۹۷۷ میلادی، تصمیم گرفت برای همیشه به اسپانیا بازگردد.
در سال ۱۹۸۹ میلادی، «دانشگاه وایادولید» به او دکترای افتخاری اهدا کرد. او بابت آثارش برندهٔ جوایز معتبرِ گوناگونی شده است که برخی از آنها توسط خوآن کارلوس اول اسپانیا اهدا شده است. رُزا در سال ۱۹۸۷ میلادی، برندهٔ «جایزهٔ ملی ادبیات» شد که جایزه‌ای بسیار معتبر در اسپانیاست و فقط به برترین‌های نویسندگی اهدا می‌شود. در سال ۱۹۹۰ میلادی، وی برندهٔ «جایزهٔ ادبیات کاستیا و لئون» شد که برندگانش توسط شخصِ پادشاه انتخاب می‌شود.
رُسا چاسل در سال ۱۹۹۴ میلادی، در سن ۹۶ سالگی درگذشت. شرکت هواپیمایی ایبریا که رُسا چاسل بسیار با آن سفر می‌کرد، به افتخار او، نامِ هواپیمای مسافربری ایرباس ای۳۴۰ را «رُسا چاسل» گذاشته است. جالب آنکه این هواپیما، پروازهای فراوانی مابین فرودگاه مادرید-باراخاس (در مادرید) و فرودگاه بین‌المللی مینیسترو پیستارینی (در بوئنوس آیرس) دارد.